# Наварро, Серхио (тренер)
Серхио Наварро Баркеро (исп. Sergio Navarro Barquero; род. 17 октября 1979, Уэльва, Андалусия) — испанский футбольный тренер.

## Карьера игрока
Играл в низших испанских дивизионах. В 2001 году завершил карьеру.

## Карьера тренера
В 2004 году Наварро начал работу в «Кастельоне». Там он работал тренером в различных детских и юношеских командах. Ушёл из клуба в 2011 году. В том же году присоединился к Курбану Бердыеву в «Рубине», исполняя роль помощника последнего и методологического директора. Выиграл с клубом Кубок России 2011/12, а также дошёл до четвертьфинала Лиги Европы УЕФА.
Параллельно с работой в России Серхио проходил учёбу в школе тренеров в Валенсии.
С 2013 по 2017 год работал в структуре «Вильярреала».
16 июня 2017 года Наварро впервые в своей карьере стал главным тренером клуба — «Карпат» из Львова. Перед специалистом стояла задача вернуть клуб в еврокубки. 12 сентября 2017 года был уволен из «Карпат» после поражения 1:6 во Львове от «Вереса».